# Europäische Schule Karlsruhe
Die Europäische Schule Karlsruhe (kurz: ESK, ESKA oder Eskar) ist eine von dreizehn Europäischen Schulen, die gegründet wurden, um für Kinder von Eltern, die in Institutionen der EU arbeiten, einen Unterricht in der eigenen Muttersprache zu gewährleisten. Sie wurde 1962 in der Karlsruher Waldstadt für die Kinder der Angestellten des Instituts für Transurane (ITU) eröffnet. Heutzutage kann jeder, auch Angehörige von Nicht-EU-Staaten, kostenpflichtig hier in die Schule gehen, die von allen EU-Mitgliedern kontrolliert wird und eine öffentlich-rechtliche Institution ist. Das Angebot reicht vom Kindergarten bis zur Hochschulreife, die als Europäisches Baccalaureat abgelegt wird. In der ESK gibt es die Sprachsektionen D (deutsch), E (englisch) und F (französisch). In diesen Sektionen werden alle Fächer von muttersprachlichen Lehrern unterrichtet.
Unabhängig von der Sprachsektion können Schüler eine andere der 24 Amtssprachen der Europäischen Union als Muttersprache wählen und erhalten dann nach Möglichkeit eine Stunde muttersprachlichen Unterricht an jedem Unterrichtstag. Die Schüler können bis zu fünf moderne Sprachen lernen und zusätzlich Latein.

## Klassenstufen
Im Europäischen Schulsystem gibt es zwölf Schuljahre, wobei die 1. bis 5. Klasse Grundschule (GS) sind. Danach folgen die 6. bis 12. Klasse Oberschule (OS). Im Europäischen Schulsystem beginnt die Zählung in der Oberschule neu, d. h. die – nach üblicher Zählung – 6. Klasse ist die S1 (Sekundarklassenstufe 1), die letzte Jahrgangsstufe ist die S7.

### Kindergarten
Kinder ab vier Jahren, d. h. zwei Vorschuljahrgänge, können den Kindergarten der ESK besuchen. Die Gruppen werden in erster Linie nicht nach Alter, sondern nach Sprache eingeteilt. Die Lernziele entsprechen in ihren Grundzügen denen einsprachiger Kindergärten: Soziale Kompetenzen, Leben in der Gruppe, spielerische Annäherung an Buchstaben und Zahlen, Basteln und Malen. Für noch jüngere Kinder besteht mit der unmittelbar benachbarten Kita Polyglott der Karlsruher AWO eine Kooperation.

### Grundschule
In die Grundschule der ESK werden Kinder im Alter von sechs Jahren aufgenommen (oder das Kind erreicht im Kalenderjahr des laufenden Schuljahres das Alter von sechs Jahren, d. h. im Regelfall sind die Kinder einer Klassenstufe alle im selben Kalenderjahr geboren). Der Unterricht setzt sich aus den Hauptfächern Muttersprache, zweite Sprache (bzw. erste Fremdsprache) und Mathematik und den Nebenfächern Kunst, Musik, Sport und Religion oder Ethik zusammen. Daneben werden ab der 3. Klasse so genannte „Europäische Stunden“ angeboten, in denen unterschiedliche Aktivitäten in gemischten sprachlichen Gruppen unternommen werden. Die Zielsetzungen in der Grundschule der ESK entsprechen, über den Unterricht in der ersten Fremdsprache und die Bildung des Verständnisses für andere Sprachen und Kulturen hinaus, denen der einsprachigen Grundschule: Alphabetisierung, Rechnen, Lesen, Schreiben, selbständiges Arbeiten.

### Oberschule

#### Unterstufe (1 bis 3)
Die 1. bis zur 3. Klasse Oberschule werden „Beobachtungsstufe“ genannt.
In der 1. Klasse gibt es noch keine Wahlfächer, und außer in der zweiten Sprache wird nur in der Muttersprache unterrichtet. Das Fach Sachkunde fällt weg und stattdessen wird Humane Science (auch SH genannt; Geographie und Geschichte) und Integrated Science (auch IS genannt; Biologie, Chemie und Physik) unterrichtet. Außerdem kommt die dritte Sprache hinzu. Zur Auswahl stehen Deutsch, Englisch, Französisch, Spanisch und Portugiesisch. In der 1. Klasse der Oberschule kann man zudem statt normalem Musikunterricht (2h) die Bläserklasse (3h) wählen. Diese wird in der 2. (und optional in der 3.) OS weitergeführt.
In der 3. Klasse gibt es verschiedene Änderungen:
- Human Science wird in der zweiten Sprache unterrichtet
- Informatik ist ein Wahlfach
- Drei Auswahlmöglichkeiten: Kunst (2 h) und Musik (2 h) und Latein (4 h).

#### Mittelstufe (4 und 5)
- Pflichtfächer: Sprache 1, Sprache 2, Religion/Ethik, Sport, Informatik, Kunst, Musik, Mathematik

Insgesamt muss der Schüler pro Woche zwischen 31 und 35 Stunden haben.

#### Oberstufe (6 bis 7)
- Pflichtfächer: Sprache 1, Sprache 2, Sport, Religion/Ethik
- Wahlpflichtfächer: Mathematik (schwach: 3 h / stark 5 h / Vertiefung: 8 h), Philosophie (Pflicht 2 h / Wahl 4 h), Geschichte (Pflicht 2 h / Wahl 4 h), Geographie (Pflicht 2 h / Wahl 4 h)
- Wahlfächer: Latein, Ökonomie, Sprache 3, Sprache 4, Kunst, Musik, Sprache 1 Vertiefung, Sprache 2 Vertiefung, Physik, Biologie (2 h o. 4 h), Chemie
- Ergänzungsfächer: Kunst, Musik, Sprache 5, Informatik, Laborkunde, Ökonomie

Am Ende der siebten Klasse der Oberschule wird das Europäische Baccalaureat abgelegt. Dieses gilt in der gesamten EU, der Schweiz und den USA ohne jegliche „Ausländerprüfung“ als Hochschulreife und muss anerkannt werden.

#### Die drei Karten als Erlaubnis, das Schulgelände unbegleitet zu verlassen
Es gehört zur Schulphilosophie, dass die Schüler auch in unterrichtsfreien Stunden von Lehrern beaufsichtigt werden. Unter anderem steht ein betreuter Aufenthaltsraum mit PCs zur Verfügung: die Permanence. Mit der roten Karte darf der Schüler die Schule in keiner Freistunde verlassen und muss somit jeden Tag die ganze Schulzeit in der Schule bleiben. Mit dem roten Punkt darf der Schüler die Schule nur in Freistunden am Ende der Schule verlassen und darf nicht in Freistunden in der Mitte des Schultags fehlen. Ab Klasse 6 (OS Klasse 1) erhältlich. Die gelbe Karte ist erst ab der 9. (OS 4.) Klasse erhältlich. Mit dieser Karte darf der Schüler auch am Anfang des Schultages fehlen. Letztlich gibt es den gelben Punkt bzw. die grüne Karte, mit der Schüler in jeder Freistunde das Schulgelände verlassen darf.

## Sprachsektionen
Ein häufiges Missverständnis ist, dass die Sprachsektionen reguläre Auslandsschulen der entsprechenden Länder sind, die unter einem Dach betrieben werden. Tatsächlich handelt es sich im engen Wortsinn um Sprachsektionen. D.h. die deutschsprachige Sektion ist die Sektion für Schüler aus Deutschland, Österreich und Luxemburg, die englischsprachige Sektion ist die Sektion für Schüler aus Irland und war die Sektion für Schüler aus dem Vereinigten Königreich, die französische Sektion ist die Sektion für Schüler aus Frankreich, Belgien und Luxemburg. Auch die abgeordneten muttersprachlichen Lehrer stammen entsprechend aus verschiedenen Ländern. In allen Sprachsektionen wird nach einem einheitlichen Lehrplan unterrichtet, der vom Obersten Rat der Europäischen Schulen entwickelt wurde und weiterentwickelt wird. Mit jedem nationalen Lehrplan und System gibt es Gemeinsamkeiten und Unterschiede. Die Schwerpunkte und Projekte in einer Klassenstufe sind über die Sprachsektionen hinweg dieselben.
In der deutschen bzw. deutschsprachigen Sektion wurden im Schuljahr 2022/23 insgesamt 450 Schüler in je Jahrgang zwei Parallelklassen unterrichtet, im Mittel aller 14 Jahrgangsstufen somit 16 Schüler je Klasse. In der englischsprachigen Sektion gibt es in jedem Jahrgang eine Klasse. Die im Schuljahr 2022/23 insgesamt 326 Schüler bedeuten durchschnittlich rund 23 Schüler je Klasse, was nahezu eine Vollbelegung bedeutet. Die französischsprachige Sektion ist nach Schülerzahlen die kleinste. 168 Schüler im Schuljahr 2022/23 bedeuten eine durchschnittliche Klassengröße von 12 Schülern.

## Unterrichtszeiten

### Tageszeiten
Die Unterrichtszeiten variieren wie folgt: Schulbeginn ist in jeder Klassenstufe um 8:05 Uhr. Im Kindergarten und der 1. und 2. Klasse der Grundschule endet die Schule montags, mittwochs und freitags um 12:30 Uhr, dienstags und donnerstags um 15:30 Uhr. In den restlichen Klassen der Grundschule und der Unterstufe der Oberschule ist Montag ebenfalls ein „langer Tag“, was bedeutet, dass montags Unterricht bis 15:30 Uhr stattfindet. Ab der Oberstufe kann je nach Fachwahl auch Mittwoch ein „langer Tag“ sein. Ab der 4. Klasse der Oberschule wird auch noch Mittwoch ein „langer Tag“, und ab der 6. OS-Klasse kann, je nach Fachwahl, auch noch Freitag ein „langer Tag“ sein.

### Ferienordnung
Die allgemeine Schulordnung der Europäischen Schulen legt einen Rahmen für die Ferienzeiten fest. Daraus ergeben sich sowohl zwangsläufige als auch mögliche Abweichungen vom Schulferienkalender Baden-Württembergs. Insbesondere die Sommerferien sind davon betroffen, da sie von Anfang Juli bis Anfang September dauern. Die Ferienzeiten werden rechtzeitig auf der Webseite veröffentlicht.

## Notensystem
In der Grundschule gibt es keine Noten, sondern nur ein ähnliches System: Im Zeugnis stehen Kreuze, die von einem (schlechte Leistung) zu vier (Bestleistung) reichen.
In der Oberschule gibt es Noten von A bis FX, wobei A eine „1+“ darstellen soll. Ab der 4. Klasse OS wird die Note in eine A-Note (mündlich) und eine B-Note (schriftlich/Arbeiten) eingeteilt und die Buchstaben werden zu einer Zahl von 10.0 (Bestnote) bis 0.0 (schlechteste Note) umgewandelt.

## Schulgeld
Kinder von Angestellten der Europäischen Institutionen – Kategorie I Schüler – entrichten kein Schulgeld. Für alle anderen Schüler wird die Höhe des Schulgelds vom Obersten Rat der Europäischen Schulen festgelegt. Sie betrugen im Schuljahr 2023/24 für privat angemeldete Schüler – Kategorie III Schüler – in Kindergarten, Grundschule und Oberstufe 4.032,66, 5544,97 bzw. 7561,31 € pro Jahr. Für Unternehmen, Organisationen – mit UNO und NATO bestehen hierfür formale Abkommen des Obersten Rats der Europäischen Schulen – aber auch Privatpersonen besteht die Möglichkeit, Schulplätze für die Kinder ihrer Angestellten zu sichern. Für solche Kategorie II Schüler bezahlen sie ein erhöhtes, eng an den tatsächlichen Kosten orientiertes Schulgeld von - im Schuljahr 2023/24 - 13.972,26 €/Jahr. Abhängig von Einkommen und Anzahl Geschwisterkindern an der Schule ist für Kategorie III Schüler eine (teilweise) Befreiung vom Schulgeld möglich. Manche europäische Staaten vergeben für ihre im Ausland lebenden Staatsangehörigen Stipendien nach unterschiedlichen Kriterien.
Im Unterricht wird nicht zwischen den Schülern der unterschiedlichen Kategorien unterschieden. Schüler aller Kategorien dürfen jeden für sie geeigneten Unterricht besuchen. Bei der Neueinrichtung von Kursen oder gar Klassen werden jedoch nur Schüler der Kategorie I und II gezählt. Das wirkt sich insbesondere für die Frage nach der Einrichtung von muttersprachlichem Unterricht in "kleinen" Amtssprachen der EU aus.

## Gebäude und Gelände
Die in einer ruhigen Waldlage im Europaviertel gelegene Schule besteht hauptsächlich aus sechs Gebäuden:
- Bau A: Kindergarten und Klasse 1 und 2 der Grundschule
- Bau B: Klasse 3 bis 5 der Grundschule und Grundschulbibliothek
- Bau C: Alle Oberschulklassen und Oberschulbibliothek
- Bau D: Verwaltung, Konferenzraum und Aula
- Mensa[16]
- Sporthallen: zwei Sporthallen und Umkleiden

Andere Orte:
- Europator: Eingangstor
- Roter Platz: Sportplatz mit Fußball-, Basketball- und Tennisplatz
- Rasenplatz
- 100 Meter Laufbahn und Weitsprunganlage
- Schulgarten
- Zwei von Klaus Arnold gestaltete Springbrunnen im Eingangsbereich

Der Schwimmunterricht findet im Fächerbad statt.
Wenige Meter vor der Schule befindet sich eine Bus- und eine Straßenbahnhaltestelle.
Die Sportanlagen und -hallen werden auch von Karlsruher Vereinen wie dem SSC genutzt.
Die Schule wird als Wahlbüro für die Europawahlen und Auslandswahlstätte bei Wahlen in anderen Ländern genutzt.

## Mensa
Den Schülern steht an allen Schultagen nach einmaliger Registrierung in einem eigenständigen Bau eine Mensa (Kantine) offen. Neben zwei unterschiedlichen Gerichten gibt es eine Salatbar. Seit März 2024 gibt es außerdem an 1-2 Tagen in der Woche eine meist vegetarische Bowl neben den übrigen beiden Gerichten, die man jedoch bestellen muss.
An die Mensa angebaut wurde das European Dialogue Center (EDC), ein Konferenzraum, der von einer repräsentativen Ausgabe der Karlsruher Nuklidkarte geziert wird.

## Gesundheitliche Versorgung
In der Schule gibt es eine Krankenstation, in der zu den Unterrichts- und Pausenzeiten eine ausgebildete Krankenschwester für die Schüler ansprechbar ist. Außerdem bietet ein Schulpsychologe an zwei Tagen in Schulwochen Sprechstunden an.

## Technische Ausstattung
In jedem Klassenzimmer steht mindestens ein PC, ein Beamer, ein Apple TV und zumeist ein Smartboard zur Verfügung. Zusätzlich gibt es drei große PC-Räume. Das zentral administrierte Rechnersystem der Schule arbeitet mit Windows 10 und stellt alle wichtigen Rechnerprogramme zur Verfügung, die für schulische Zwecke benötigt werden. Dies bietet auch die technische Basis für den Unterricht im Fach ICT (Information and Communication Technology), das in zwei Anforderungsstufen unterrichtet wird.

## Bibliotheken
Die Europäische Schule Karlsruhe besitzt zwei Bibliotheken: eine Grundschulbibliothek mit ca. 22.000 Medien und eine Oberschulbibliothek mit mehr als 16.000 Medien. Es handelt sich überwiegend um Bücher, es steht jedoch auch eine große Zahl von DVDs und Hörbüchern zur Verfügung, wie auch ein Angebot an Zeitschriften in Englisch, Französisch und Deutsch, das regelmäßig aktualisiert wird. Die größten Sprachgruppen sind Deutsch, Englisch, Französisch, Italienisch und Niederländisch. Insgesamt stehen Medien in mehr als zehn Sprachen zur Verfügung, unter anderem in Spanisch, Portugiesisch, Polnisch, Ungarisch, Finnisch, Dänisch und Griechisch. Im Sommer 2022 wurde die Bibliothek der Oberschule renoviert und mit neuen Büchern in verschiedenen Sprachen bestückt.

## Regelmäßige Veranstaltungen
An der Europäischen Schule Karlsruhe gibt es eine Vielzahl an Veranstaltungen, die zuletzt mehrfach und in erkennbarer Regelmäßigkeit stattfanden.

### Veranstaltungen für die Öffentlichkeit
- Online-Infoabend. Jährlich im Januar.
- Tag der offenen Tür. Jährlich im März.
- "La grande Lessive": Ausstellung von Kunstwerken der Schüler vor der Schule. Jährlich im Oktober.

Über öffentliche Veranstaltungen wird auf der Webseite der Schule, sowie in der regionalen Presse (Wochenblatt Reporter, Karlsruher Kind, Waldstadtbürger, ka-news, Badische Neueste Nachrichten) informiert.

### Veranstaltungen für die Schüler und ihre Familie
- Weihnachtskonzert. Jährlich im Dezember.
- Easter Bonnet Parade. Jährlich vor den Osterferien.
- Sommerfest. Jährlich im Juni.
- Fête de la section francophone. Jährlich in der letzten Woche vor den Sommerferien.
- Stay & Play im Kindergarten. Mehrfach im Jahr

### Veranstaltungen und Projekte für die Schüler

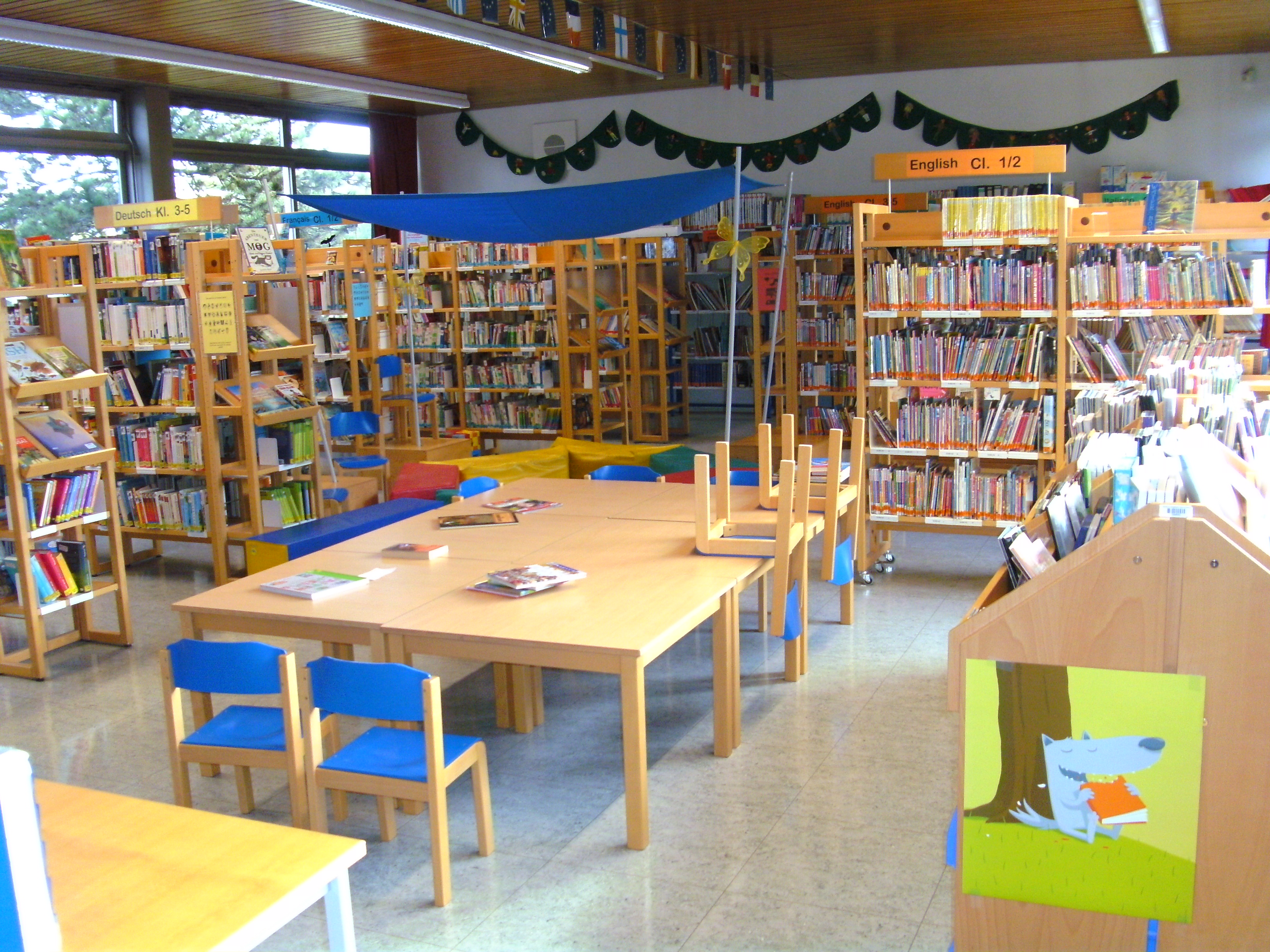
Grundschulbibliothek

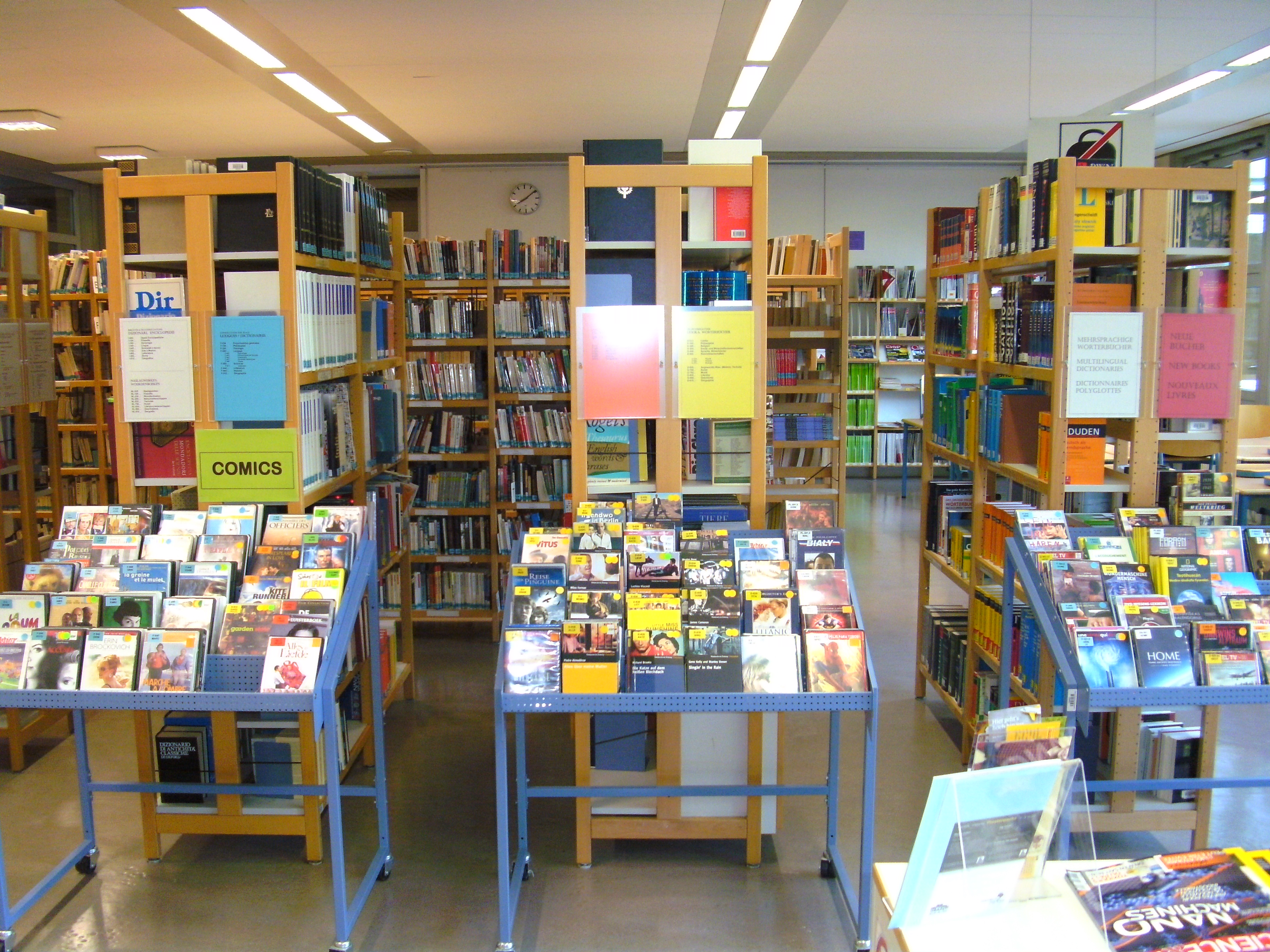
Oberschulbibliothek

- Landschulheim. Jährlich in der Grundschule, alle drei Jahre in der Sekundarstufe.
- Zirkus. Grundschüler üben ein Zirkusprogramm ein. Alle zwei Jahre im Frühjahr.
- Projektwoche. In den Jahren ohne Zirkus.
- Burundi-Lauf. Spendensammellauf. Jährlich (zuletzt) im Mai.
- Mathe-Känguru. Jährlich
- Partnerschaftsklassen an anderen Schulen

Außerdem: Waldklassenzimmer, Radfahrtraining und Verkehrsschule, Teilnahme an Volksläufen ("Mini-Marathon"), Schlittschuhlaufen bei der Karlsruher "Eiszeit", Aktionen zum Europatag, Sportfest, Flohmarkt, Faschings- und Halloweenfeiern, Osterhasensuche, Holi, Besuche z. B. der Amerikanischen Bibliothek in Karlsruhe, von Aufführungen des Staatstheaters Karlsruhe, des Karlsruher Zoos, beim Europaparlament und Europarat in Strasbourg, des Technik-Museums in Speyer oder Burg Fleckenstein.

## Nachmittagsbetreuung
Die Elterninitiative Momi organisiert eine Nachmittagsbetreuung nach Ende der Unterrichtszeit.

## Elternvereinigung, Außerschulische Aktivitäten und Ferienbetreuung
Die Elternvereinigung ist organisatorisch unabhängig von der Schule. Neben der Interessenvertretung zu organisatorischen und pädagogischen Themen gegenüber der Schulleitung organisiert die Elternvereinigung die außerschulischen Aktivitäten und Ferienbetreuungen.
Die Außerschulischen Aktivitäten werden im sogenannten "Cicurel-Bericht", einer umfassenden Bestandsaufnahme zum Zustand des Europäischen Schulsystems als "Good Practice" identifiziert und anerkannt.

## Schultransport
Der Schultransport wird im Transportausschuss gemeinsam von Elternvereinigung und Schulleitung organisiert. Hierfür organisiert der Transportausschuss Busse aus und zu Orten, die mit dem Öffentlichen Nahverkehr für jüngere Schüler nicht zu erreichen sind. Neben der Straßenbahnlinie 4, die die Schule tagsüber im 10-Minuten-Takt mit dem Zentrum Karlsruhes verbindet, verbinden morgens und nachmittags die Straßenbahnlinien 17 und 18 das Stadtzentrum bzw. Durlach mit der Schule. Für diese Fahrten organisiert der Transportausschuss Ansprechpersonen für jüngere Schüler, die die Fahrten begleiten.

## Schüleraustausch
Mit den anderen Europäischen Schulen und Anerkannten Europäischen Schulen existiert ein etabliertes Austauschprogramm. Schülern der vierten und fünften Klasse der Sekundarstufe (9. und 10. Klasse) können hierdurch ein Halbjahr in einer Gastfamilie und an einer der anderen Europäischen Schulen verbringen. Die Elternvereinigung unterstützt die Schüler und die Schule bei der Suche nach Gastfamilien.

## Kontakte zu anderen Europäischen Schulen
Schüler der Europäischen Schulen und Anerkannten Europäischen Schulen treffen sich alljährlich unter anderem beim European Schools Science Symposium (ESSS), einem Wissenschaftswettbewerb. Das Team der ESK heißt Science Interests Group (SIG). Im Jahr 2022 fand das ESSS in Karlsruhe und Straßburg statt.
Preise:
2006/2007: Platz 3 im Bereich Senior PowerPoint mit dem Projekt: „N2-Laser“
2007/2008: Platz 1 im Bereich Senior PowerPoint mit dem Projekt: „Autonomes Regal“

## Geschichte
Die Europäische Schule Karlsruhe wurde 1962 als fünfte Europäische Schule und erste Europäische Schule in Deutschland eingerichtet. Erster Schulort war in den Räumen der Werner-von-Siemens-Schule in der Karlsruher Nordweststadt. Die feierliche Grundsteinlegung durch Oberbürgermeister Günther Klotz, Kultusminister Wilhelm Hahn, Gerhard Jahn und dem Präsidenten des Obersten Schulrats der Europäischen Schulen Jean Dupong am heutigen Standort fand im Jahr 1967 statt. Bereits im selben Jahr wurde der erste Bauabschnitt fertiggestellt. Der heutige Standort wurde im Jahre 1968 bezogen, im selben Jahr verließen die ersten erfolgreichen Absolventen die Schule.
1971 besuchte Bundespräsident Gustav Heinemann Karlsruhe und auch die Europäische Schule.
Zum Zeitpunkt der Gründung der Europäischen Schule Karlsruhe bestand die Europäische Wirtschaftsgemeinschaft noch aus sechs Mitgliedsstaaten mit vier Amtssprachen: Deutsch, Französisch, Italienisch und Niederländisch. In damaliger Perspektive folgerichtig wurde für jede der vier Sprachen eine Sprachsektion eingerichtet. Die englische Sprachsektion kam erst 1973 hinzu, als das Vereinigte Königreich, Irland und Dänemark der EWG beitraten. Dänisch war damit gleichzeitig die erste Amtssprache der EWG, für die keine Sprachsektion eingerichtet wurde. Mit der weiteren Erweiterung der EWG bzw. EG und dem Anwachsen der Anzahl Amtssprachen wurde offensichtlich, dass die Ambition, in jeder der Amtssprachen eine Sprachsektion einzurichten, allenfalls an den großen Standorten Brüssel und Luxemburg umgesetzt werden kann. Für zahlenmäßig kleine Sprachengruppen unter den Schülern wurde für die Europäischen Schulen der Status als SWALS – Students without a language section – entwickelt, für die zwar keine Sprachsektion eingerichtet wird, aber eine Stunde muttersprachlichen Unterrichts am Tag unterrichtet wird.
Noch im Schuljahr 1995/96 war die italienische Sprachsektion die zweitgrößte nach der deutschen. In den folgenden zehn Jahren sank ihre Schülerzahl allerdings deutlich. Vom Jahr 2005 an wurden die beiden Sprachsektionen Niederländisch und Italienisch nach und nach geschlossen, indem zunächst im Kindergarten und in der sechsten Klasse (erste Klasse der Sekundarstufe) keine Schüler mehr aufgenommen wurden und dann in jedem weiteren Schuljahr die jeweils nächsthöhere Klassenstufe nicht mehr in diesen Sprachsektionen unterrichtet wurde. Parallel wurden auch an anderen Europäischen Schulen Sprachsektionen geschlossen. Der Prozess war im Jahr 2011 abgeschlossen. Seitdem besuchen Schüler mit Italienisch oder Niederländisch als Muttersprache – wie andere Muttersprachler auch – als SWALS eine der drei verbleibenden Sprachsektionen, in der Regel die deutsche. Mit den im Jahr 2015 beschlossenen „Kriterien zur Gründung, Schließung und Aufrechterhaltung der Europäischen Schulen“ wäre zum damaligen Zeitpunkt nur die Sekundarstufe der niederländischen Sektion geschlossen worden.
Im Jahr 2006 wurden die vier „kleinen“ Europäischen Schulen in Bergen, Culham, Mol und Karlsruhe (an einigen der anderen Europäischen Schulen werden mehrere tausend Schüler unterrichtet) bezüglich „Effektivität, Effizienz, Relevanz und Nachhaltigkeit“ bewertet. Für Karlsruhe, Bergen und Mol wurden alle vier Aspekte grundsätzlich positiv beschieden und ohne Einschränkungen empfohlen, die Schulen unverändert weiter zu betreiben. Weiterhin wurde empfohlen, den Schulen mehr finanzielle wie auch pädagogische Autonomie zuzugestehen. Für Karlsruhe als Standort wurde als Besonderheit betont, dass die dynamische wirtschaftliche Entwicklung der Pamina-Region Chancen für eine Zusammenarbeit mit Unternehmen vor Ort und damit eine gute Entwicklung von Schülerzahl und Finanzen bietet.
Im Jahr 2009 wurde das Werk Raumschichtung 61/3 von Otto Herbert Hajek an der Europäischen Schule als Dauerleihgabe aufgestellt.
Von 2013 bis 2017 wurde an der Europäischen Schule Karlsruhe der European Dialogue Silver Award verliehen. Im Jahr 2019 wurde zum ersten Mal unterstützt von der Technologieregion Karlsruhe der Karlsruher Europapreis vergeben.
Auch die Infrastruktur der Schule wie auch ihrer Umgebung entwickelte sich im Lauf der Jahre. Bis zum Jahr 2000 waren die Schule und das Europaviertel nicht an das Karlsruher Straßenbahnnetz angebunden. Erst dann erfolgte die Verlängerung der Schienen aus der Waldstadt bis zum heutigen Endpunkt vor der Schule. Sechs Schulbusse konnten so durch drei Tram-Linien ersetzt werden. Erst im Jahr 2008 wurde der eigenständige Bau der Mensa errichtet. Die alte Mensa wurde zum Bewegungsraum für den Kindergarten umgestaltet. 2013 bis 2015 erfolgte der Bau des European Dialogue Centers (EDC). 2021 bis 2023 wurde Bau A saniert.
Ende 2019 wurde die erste Social Climate Policy Richtlinie verabschiedet. 2024 trat die Europäische Schule Karlsruhe dem Netzwerk Schule ohne Rassismus bei.

### Entwicklung der Schülerzahlen
Die Zahl der an der Europäischen Schule Karlsruhe unterrichteten Schüler stieg bis in die 1990er Jahre beständig auf deutlich über 1.000 Schüler an. In der Zeit bevor und während die beiden Sprachsektionen Italienisch und Niederländisch geschlossen wurden, sank sie ab. Nachdem dieser Prozess abgeschlossen war, stieg sie nach einigen Jahren wieder.
| Schuljahr \ Jahrzehnt | 196x | 197x | 198x  | 199x  | 200x  | 201x | 202x |
| --------------------- | ---- | ---- | ----- | ----- | ----- | ---- | ---- |
| 0/1                   |      | 668  | 958   | 1.141 | 1.176 | 943  | 909  |
| 1/2                   |      | 706  | 962   | 1.197 | 1.166 | 934  | 901  |
| 2/3                   | 8    | 792  | 983   | 1.227 | 1.176 | 911  | 944  |
| 3/4                   | 105  | 831  | 979   | 1.242 | 1.091 | 925  | 970  |
| 4/5                   | 219  | 842  | 1.035 | 1.236 | 1.074 | 863  |      |
| 5/6                   | 294  | 852  | 1.047 | 1.180 | 1.044 | 813  |      |
| 6/7                   | 361  | 867  | 995   | 1.135 | 964   | 837  |      |
| 7/8                   | 423  | 857  | 1.099 | 1.145 | 1.001 | 842  |      |
| 8/9                   | 467  | 849  | 1.111 | 1.174 | 979   | 857  |      |
| 9/0                   | 574  | 884  | 1.129 | 1.155 | 976   | 881  |      |

*Der Stichtag zu dem die Schülerzahl dokumentiert wurde, wechselte im Lauf der Jahre.
|         | DE  | EN  | FR  | IT  | NL  | SWALS | größte SWALS-Sprachgruppe |
| 1995/96 | 319 | 230 | 272 | 277 | 82  | n/a   | n/a                       |
| 2000/01 | 335 | 293 | 278 | 223 | 47  | n/a   | n/a                       |
| 2005/06 | 321 | 285 | 228 | 119 | 91  | n/a   | n/a                       |
| 2006/07 | n/a | n/a | n/a | n/a | n/a | n/a   | n/a                       |
| 2007/08 | 354 | 329 | 204 | 73  | 41  | n/a   | n/a                       |
| 2008/09 | 345 | 356 | 200 | 49  | 29  | n/a   | n/a                       |
| 2009/10 | 377 | 347 | 203 | 32  | 17  | n/a   | n/a                       |
| 2010/11 | 388 | 331 | 199 | 18  | 7   | 106   | 32                        |
| 2011/12 | 404 | 339 | 191 | 0   | 0   | 65    | 12                        |
| 2012/13 | 414 | 311 | 186 | 0   | 0   | 104   | 28                        |
| 2013/14 | 416 | 314 | 195 | 0   | 0   | n/a   | n/a                       |
| 2014/15 | 388 | 298 | 177 | 0   | 0   | n/a   | n/a                       |
| 2015/16 | 371 | 279 | 163 | 0   | 0   | 80    | 17                        |
| 2016/17 | 378 | 304 | 157 | 0   | 0   | 93    | 19                        |
| 2017/18 | 371 | 312 | 159 | 0   | 0   | 90    | 12                        |
| 2018/19 | 394 | 303 | 160 | 0   | 0   | 81    | 13                        |
| 2019/20 | 403 | 315 | 163 | 0   | 0   | 80    | 13                        |
| 2020/21 | 422 | 327 | 160 | 0   | 0   | 68    | 14                        |
| 2021/22 | 422 | 309 | 170 | 0   | 0   | 65    | 12                        |
| 2022/23 | 450 | 326 | 168 | 0   | 0   | 62    | 21                        |

### Entwicklung der Anzahl Absolventen
Bis 2023 haben in Karlsruhe insgesamt 3.146 Schüler das Europäische Abitur bestanden.
| Jahr \ Jahrzehnt | 196x | 197x | 198x | 199x | 200x | 201x | 202x |
| 0                |      | 6    | 34   | 66   | 78   | 70   | 55   |
| 1                |      | 12   | 34   | 64   | 83   | 79   | 62   |
| 2                |      | 11   | 30   | 59   | 76   | 75   | 57   |
| 3                |      | 18   | 35   | 56   | 80   | 71   | 58   |
| 4                |      | 20   | 39   | 71   | 82   | 82   | 69   |
| 5                |      | 15   | 55   | 91   | 80   | 79   |      |
| 6                |      | 29   | 56   | 77   | 83   | 71   |      |
| 7                |      | 27   | 54   | 81   | 78   | 70   |      |
| 8                | 3    | 32   | 55   | 92   | 74   | 65   |      |
| 9                | 4    | 40   | 48   | 74   | 83   | 69   |      |

### Direktoren
(Quelle: )
- 1962–1963: Auguste Vivés (kommissarisch)
- 1963–1968: Joseph Bisdorff[55]
- 1968–1971: Mathias Thinnes
- 1971–1978: Albert Maghiels
- 1978–1987: Claude Greck
- 1987–1993: Theodorus van der Zee
- 1993–2000: Jörg Hoffmann
- 2000–2015: Tom Høyem
- 2015–2024: Daniel Gassner
- Seit 2024: László Munkácsy

### Entwicklung der Höhe des Schulgelds
Für Schüler der Kategorie 2 orientiert sich das Schulgeld an den tatsächlichen Kosten. Für Schüler der Kategorie 3 wird das Schulgeld in vielen Schuljahren um 2 % gegenüber dem Vorjahr erhöht. Es sind aber auch andere Anpassungen möglich. In Kategorie 2 ist der Betrag für Kinder aller Klassenstufen gleich. In Kategorie 3 wird für Kindergartenkinder ca. 73 % und für Oberschüler ca. 136 % des Schulgelds für Grundschüler erhoben. Neben dem nominellen Betrag haben sich im Lauf der Zeit auch die Regelung für eine Reduktion sowie die Verfügbarkeit von Stipendien geändert.
| Schuljahr | Kategorie 2 | Kategorie 3 Grundschule |
| --------- | ----------- | ----------------------- |
| 2023/24   | 13.972,26   | 5.544,97                |
| 2016/17   | 13.760,24   | 4.827,23                |
| 2005/06   | 10.755,53   | 3.300,00                |

## Bekannte Schüler
- Eric Veulliet (* 1963), Geologe und Hochschulrektor
- Ivo Appel (* 1965), Rechtswissenschaftler und Hochschullehrer
- Rieke C. Harmsen (* 1967), Journalistin
- Sarah Teichmann (* 1975), Biologin, Genetikerin und Hochschullehrerin
- Lena Ganschow (* 1980), Journalistin
- Nicole Büttner (* 1985), Unternehmerin und Politikerin (FDP)
- Jérémie Kaiser (* 1988), Schriftsteller und Illustrator
- Bettine Langehein (* 1989), Schauspielerin